# Janusz Zalewski (cichociemny)

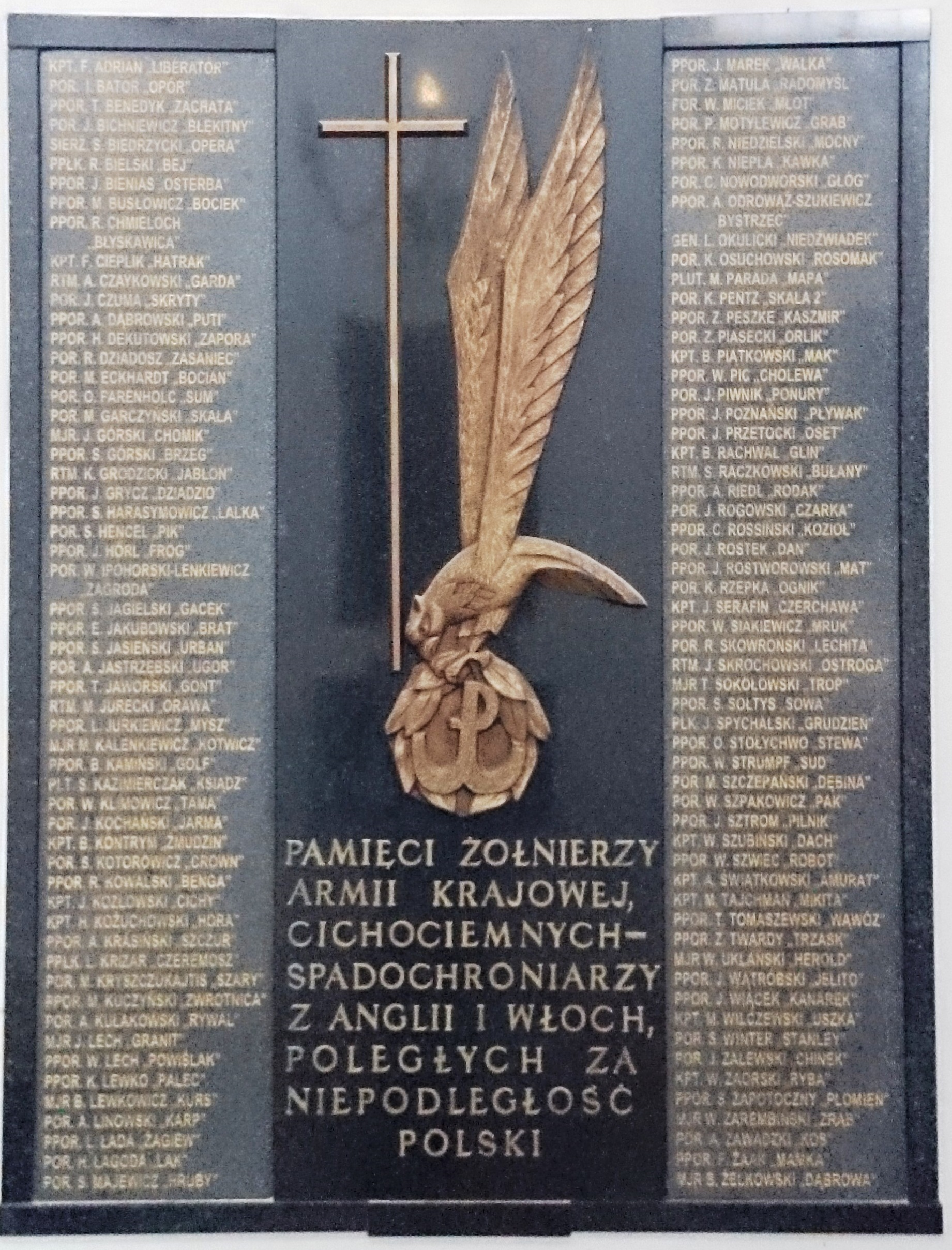
Tablica w kościele św. Jacka w Warszawie, upamiętniająca poległych cichociemnych, w tym Janusza Zalewskiego

Janusz Zalewski vel Jan Zalewski pseud.: Chinek, Chińczyk, Zand, Henryk, Hynek (ur. 21 lipca 1914 w Warszawie, zm. prawdopodobnie w 1943) – porucznik artylerii Wojska Polskiego, Polskich Sił Zbrojnych i Armii Krajowej, cichociemny.

## Życiorys
Był synem Cezarego i Marii z domu Malickiej. Po ukończeniu gimnazjum w Grudziądzu w 1934 roku i odbyciu służby wojskowej w Szkole Podchorążych Rezerwy Artylerii we Włodzimierzu Wołyńskim rozpoczął studia na Wydziale Architektury Politechniki Warszawskiej. W czasie studiów pracował, od 1937 roku w Instytucie Badań Technicznych Lotnictwa.
Został zmobilizowany 31 sierpnia 1939 roku. Po ewakuacji jego Instytutu pozostał w Warszawie, broniąc jej na Pradze w szeregach 360 Pułku Piechoty aż do kapitulacji. 16 października przekroczył granicę polsko-łotewską. W październiku dotarł do Francji, gdzie został skierowany do Ośrodka Szkolenia Artyleryjskiego w Bressuire oraz 4 pułku artylerii lekkiej 4 Dywizji Piechoty. Po upadku Francji został ewakuowany do Wielkiej Brytanii, gdzie został przydzielony do 4 dywizjonu artylerii lekkiej 4 Brygady Kadrowej Strzelców.
Zgłosił się do służby w kraju. Przeszedł szkolenie wywiadowcze w Polskiej Szkole Wywiadu (pod kamuflażem Oficerskiego Kursu Doskonalenia Administracji Wojskowej, OKDAW). Po konspiracyjnym przeszkoleniu w zakresie wywiadu został zaprzysiężony 11 grudnia 1941 roku w Oddziale VI Sztabu Naczelnego Wodza. Zrzutu dokonano w nocy z 30 na 31 marca 1942 roku w ramach akcji „Legging” dowodzonej przez por. naw. Mariusza Wodzickiego (zrzut na placówkę odbiorczą „Błoto” położoną w pobliżu wsi Postoliska). Po aklimatyzacji w Warszawie, w maju dostał przydział do Referatu „Wschód” (wywiad ofensywny) Oddziału II Informacyjno-Wywiadowczego sztabu Komendy Głównej AK na stanowisko oficera ośrodka wywiadowczego w Kijowie.
Został aresztowany 14 stycznia 1943 roku przez Abwehrę w Kijowie. Do 8 marca przebywał w tamtejszym więzieniu. Późniejsze jego losy są nieznane.

## Awanse
- podporucznik – ze starszeństwem z dniem 1 września 1939 roku
- porucznik – ze starszeństwem z dniem 30 marca 1942 roku.

## Odznaczenia
- Krzyż Srebrny Orderu Wojennego Virtuti Militari – pośmiertnie nr 13425[1]
- zwykły Znak Spadochronowy numer 0963

## Upamiętnienie
W lewej nawie kościoła św. Jacka przy ul. Freta w Warszawie odsłonięto w 1980 roku tablicę Pamięci żołnierzy Armii Krajowej, cichociemnych – spadochroniarzy z Anglii i Włoch, poległych za niepodległość Polski. Wśród wymienionych 110 poległych cichociemnych jest Janusz Zalewski.